# Daniela Hantuchová
Daniela Hantuchová (ur. 23 kwietnia 1983 w Popradzie) – słowacka tenisistka, mistrzyni czterech turniejów wielkoszlemowych w grze mieszanej (Karierowy Wielki Szlem), trzykrotna wicemistrzyni w grze podwójnej i półfinalistka Australian Open 2008 w grze pojedynczej, klasyfikowana w rankingu WTA na 5. miejscu w grze pojedynczej (2003) i 5. w grze podwójnej (2003), zdobywczyni Pucharu Federacji 2002 i dwukrotnie Pucharu Hopmana w barwach Słowacji, reprezentantka Słowacji podczas letnich igrzysk olimpijskich. Tenisistka praworęczna z oburęcznym backhandem.

## Kariera tenisowa
Daniela Hantuchová rozpoczęła treningi tenisowe w wieku sześciu lat. Dziesięć lat później trafiła do Akademii Tenisowej Nicka Bollettieriego na Florydzie w Stanach Zjednoczonych. Jako juniorka zagrała między innymi w ćwierćfinale French Open 1998, przegrywając z Jeleną Diemientjewą. W klasyfikacji dziewcząt do lat osiemnastu zajmowała indywidualnie 13. miejsce, deblowo zaś 6. (notowanie z 31 grudnia 1998).

### 1999–2000
Status profesjonalnej tenisistki otrzymała w 1999 roku. W październiku po raz pierwszy jej nazwisko znalazło się w drabince głównego turnieju WTA; miało to miejsce w Bratysławie. Daniela przegrała wtedy z Sabine Appelmans 4:6, 4:6. Pierwsze zawodowe spotkanie wygrała w maju 2000 w Strasburgu, eliminując Irodę Tulyaganovą 6:4, 6:4. W turnieju tym doszła do swojego pierwszego ćwierćfinału w WTA Tour, pokonała jeszcze Nadię Pietrową, nie sprostała jednak Ricie Kuti-Kis. Do jednej czwartej finału dostała się też kilka miesięcy później w Luksemburgu, gdzie wzbudziła sensację, ogrywając w drugiej rundzie najwyżej rozstawioną siódmą zawodniczkę świata Nathalie Tauziat.

### 2001
W styczniu 2001 w Melbourne odnotowała swój pierwszy mecz w drabince głównej turnieju wielkoszlemowego, została wówczas wyeliminowana przez Annę Kurnikową. Dwa tygodnie później poprawiła swój najlepszy wynik w rozgrywkach WTA, dochodząc do półfinału – okazała się lepsza od Amandy Coetzer (10 WTA), uległa dopiero Jennifer Capriati. W maju awansowała do drugiej rundy French Open, a wkrótce do półfinału w Birmingham. Zadebiutowała we wszystkich turniejach należących do Wielkiego Szlema i zameldowała się w ćwierćfinałach w Zurychu oraz Lipsku, co pozwoliło jej awansować do grona czterdziestu najlepszych tenisistek globu. Jednocześnie osiągała znaczące sukcesy w grze podwójnej i mieszanej (mistrzostwo Wimbledonu).

### 2002
W marcu 2002 wygrała zmagania pierwszej kategorii w Indian Wells, eliminując po drodze Justine Henin, Lisę Raymond, Barbarę Schett i w finale Martinę Hingis. Był to jej pierwszy tytuł indywidualny w karierze (następny zdobyła dopiero pięć lat później, również w Indian Wells). Awansowała do czołowej dwudziestki rankingu WTA. W maju odnotowała czwartą rundę French Open oraz ćwierćfinał Wimbledonu (pokonana przez Serenę Williams). Z Amerykanką przegrała też walkę o miejsce w półfinale US Open, ale po drodze ponownie okazała się lepsza od Henin. Swój drugi tytuł singlowy próbowała zdobyć w Filderstadt, w decydującym spotkaniu uległa jednak Kim Clijsters. Po tym turnieju weszła do ścisłej światowej czołówki. W tym samym sezonie została współautorką sukcesu Słowacji – nasze południowe sąsiadki zdobyły po raz pierwszy (i jak dotąd – jedyny) Puchar Federacji.

### 2003
W styczniu 2003 Hantuchová wystąpiła w swoim trzecim wielkoszlemowym ćwierćfinale, tym razem w Australian Open. Przegrała z Venus Williams. Wynik pozwolił jej jednak, jako pierwszej Słowaczce w dziejach awansować do czołowej piątki rankingu WTA. Do października odnotowała sześć innych ćwierćfinałów.

### 2004
W czerwcu 2004 doszła do finału w Eastbourne, ulegając po zaciętym trzysetowym meczu Swietłanie Kuzniecowej. W trzeciej rundzie Wimbledonu przegrała z późniejszą niespodziewaną mistrzynią, Mariją Szarapową. Sezon zakończyła na 31. miejscu na liście światowej (był to jedyny przypadek pomiędzy latami 2002–2010, gdy Hantuchovej zabrakło w czołowej trzydziestce klasyfikacji WTA na zakończenie rozgrywek).

### 2005
W 2005 bliska była zdobycia pucharu w Los Angeles, ale musiała uznać wyższość doskonale dysponowanej Clijsters. Trzykrotnie wystąpiła w półfinałach: w Dosze, Cincinnati i Filderstadt. W tym roku triumfowała również w grze mieszanej w Paryżu i Nowym Jorku, w związku z czym skompletowała Karierowego Wielkiego Szlema w tej konkurencji jako trzecia kobieta w erze open i szósta w historii.

### 2006
Jesienią 2006 przeszła do finału w Zurychu, ale nie sprostała w nim Szarapowej. W trzech z czterech imprez wielkoszlemowych znalazła się w czwartej rundzie.

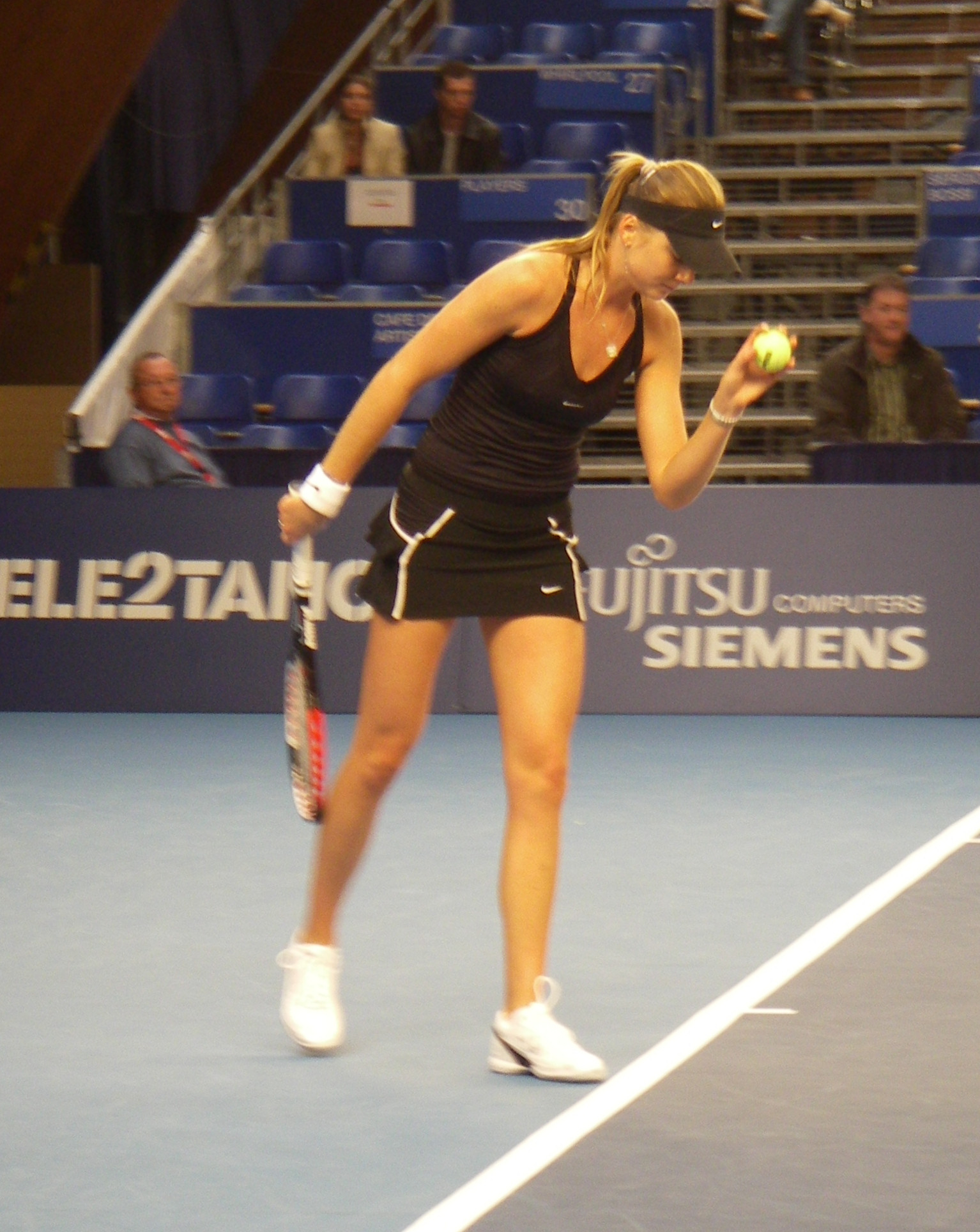
Daniela Hantuchová – 2007

### 2007
W roku 2007 powróciła do czołowej dziesiątki notowań WTA, a stało się to po ponownym triumfie Słowaczki w Indian Wells (po pięcioletniej przerwie od zdobycia przez nią ostatniego singlowego tytułu, de facto w tym samym turnieju). Trzecie mistrzostwo indywidualne dołożyła do swojej kolekcji w październiku, pokonując Patty Schnyder w finale w Linzu. Na Bali i w Luksemburgu musiała zadowolić się pozycją wicemistrzyni, ulegając odpowiednio Lindsay Davenport i Anie Ivanović. Jej zarobki za występy na światowych kortach przekroczyły pięć milionów dolarów i została pierwszą kobietą w historii Słowacji, która może pochwalić się takim wynikiem.

### 2008
W styczniu 2008 ustanowiła swój najlepszy rezultat w grze pojedynczej w Wielkim Szlemie, dochodząc do półfinału Australian Open. Wyeliminowała w ćwierćfinale Agnieszkę Radwańską, a potem została ograna przez Ivanović 6:0, 3:6, 4:6, pomimo że prowadziła 6:0, 2:0. Ponadto osiągnęła trzy ćwierćfinały, również w Indian Wells. Sezon wiosenno – letni spędziła lecząc kontuzję i wycofała się ze startu w kilku ważnych turniejach, w tym French Open. Na koniec roku doszła jeszcze do półfinału na Bali.

### 2009
W sezonie 2009 jej najlepszym rezultatem był półfinał, który odnotowała w Warszawie, sześciokrotnie odpadała w fazie ćwierćfinałów.

### 2010
W 2010 została wicemistrzynią w Monterrey, gdzie lepsza od niej okazała się Anastasija Pawluczenkowa. Była w półfinałach w Charleston (porażka z Samanthą Stosur), San Diego (z Agnieszką Radwańską) i na Bali (z Alisą Klejbanową).

### 2011
W lutym 2011 Hantuchová wygrała swój czwarty singlowy tytuł w karierze (po dziewięciu latach od pierwszego mistrzostwa i czterech od ostatniego); miało to miejsce w Pattaya. W półfinale zwyciężyła trzecią rakietę świata, Wierę Zwonariową, a w finale Sarę Errani. W trzeciej rundzie French Open pokonała aktualną liderkę rankingu WTA, Caroline Wozniacki, odnosząc tym samym najcenniejsze zwycięstwo w swojej dwunastoletniej karierze tenisowej.

### 2012
W lutym 2012 roku, jako obrończyni trofeum, zwyciężyła w turnieju w tajlandzkiej Pattai. Był to jej piąty tytuł w karierze. W pojedynku o mistrzostwo wygrała 6:7(4), 6:3, 6:3 z Rosjanką Mariją Kirilenko.

### 2013
Sezon 2013 rozpoczęła od udziału w turnieju w Brisbane, gdzie osiągnęła ćwierćfinał gry pojedynczej i półfinał gry podwójnej. W Sydney odpadała z rywalizacji w pierwszych rundach. Na Australian Open osiągnęła pierwszą rundę singla i debla oraz drugą rundę gry mieszanej. Następnie występowała w Pattai, lecz nie udało jej się obronić trofeum, gdyż odpadła po drugim meczu gry pojedynczej i pierwszym gry podwójnej.
Na kortach w Dosze osiągnęła trzecią rundę singla i ćwierćfinał debla. W Dubaju natomiast nie udało jej się wygrać żadnego meczu. W Indian Wells osiągnęła ćwierćfinał gry deblowej, a w singlu przegrała w drugiej rundzie z najwyżej rozstawioną Wiktoryją Azaranką. W Miami wygrała po jednym meczu z każdej konkurencji. Występ w Charleston zakończyła na pierwszej rundzie singla. W Marrakeszu osiągnęła pierwszą rundę gry pojedynczej i ćwierćfinał debla.

### Osiągnięcia

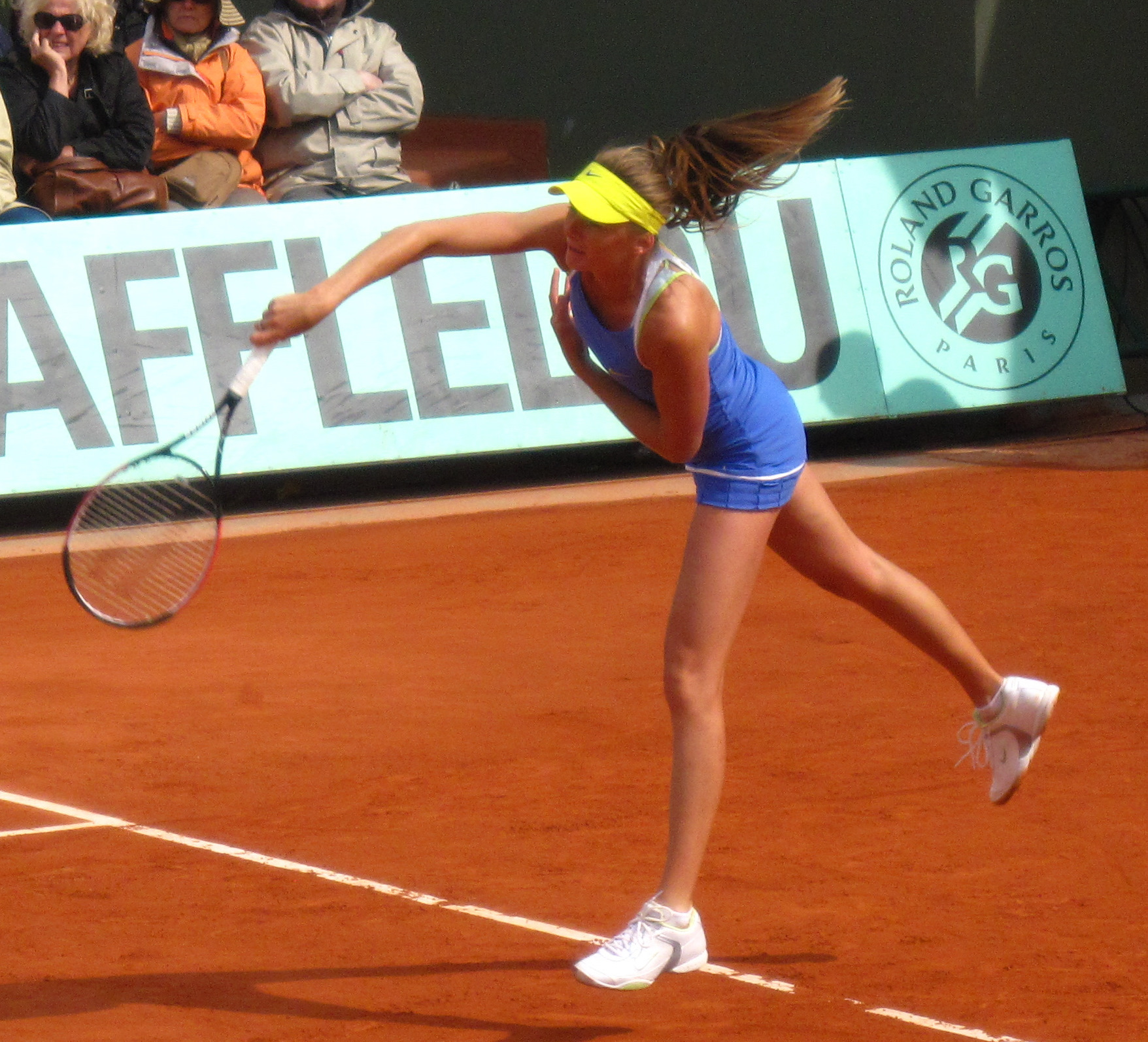
Hantuchová podczas French Open 2009

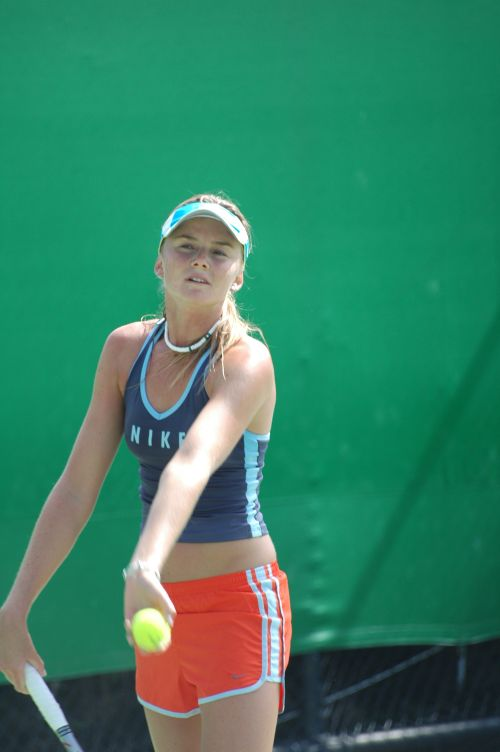
Hantuchová na Australian Open 2005

Słowaczka regularnie odnosi sukcesy w turniejach gry podwójnej. Aktualnie (stan na 17 lutego 2013) ma na koncie dziewięć pucharów w tej konkurencji. 26 sierpnia 2002 zajmowała najwyższe w karierze, piąte miejsce w rankingu WTA w deblu. Listę jej mistrzostw otwierają zawody w Bratysławie w 2000; razem z Kariną Habšudovą triumfowały po walkowerze Petry Manduli i Patricii Wartusch. W 2001 z Jeleną Bowiną wygrała w Luksemburgu, rok później w Amelia Island i New Haven u boku utytułowanej Arantxy Sánchez Vicario. Wkrótce rozpoczęła współpracę ze znakomitą deblistką, Ai Sugiyamą i razem z nią zdobyła tytuły w trzech imprezach: w 2005 w Birmingham oraz w 2006 w Dosze i Rzymie. W 2011, po pięciu latach bez mistrzostwa, wygrała w Miami zawody kategorii Premier Mandatory, a więc najcenniejsze spośród wszystkich jej triumfów w tej konkurencji. Partnerką Słowaczki była Polka Agnieszka Radwańska. W deblowych turniejach wielkoszlemowych dwukrotnie grała w finałach z Ai Sugiyamą, miało to miejsce podczas French Open 2006 i Australian Open 2009 i raz z Arantxą Sánchez Vicario (Australian Open 2002).
Daniela Hantuchová znana jest także ze swoich osiągnięć w grze mieszanej. W latach 2001–2005 wygrała każdy z turniejów Wielkiego Szlema w tej konkurencji jeden raz, kompletując Karierowego Wielkiego Szlema. W historii tenisa dokonały tego przed nią tylko cztery kobiety: Doris Hart, Margaret Smith Court, Billie Jean King, Martina Navrátilová, a po niej do tego grona dołączyła Cara Black. Pierwszy tytuł zdobyła w Wimbledonie 2001 razem z Leošem Friedlem, drugi w Australian Open 2002 z Kevinem Ullyettem, a kolejne dwa w 2005: we French Open z Fabrice’em Santoro i US Open z Maheshem Bhupathim. Tylko raz nie wygrała finału gry mieszanej – w Wimbledonie 2002 z Zimbabwejczykiem Ullyetem zostali pokonani przez Bhupathiego i Jelenę Lichowcewą.
Tenisistka od 1999 roku regularnie broniła barw Słowacji w rozgrywkach o Puchar Federacji. W 2002 doprowadziła swoją drużynę do zwycięstwa. Słowaczki w finale na Gran Canaria pokonały Hiszpanki. Hantuchová zdobyła dwa punkty po meczach z Conchitą Martínez i Magüi Serna. W składzie zwycięskiej ekipy zagrały jeszcze Janette Husárová, Henrieta Nagyová i Martina Suchá. W 2002 Słowacja po raz pierwszy i jak do tej pory jedyny wygrała Puchar Federacji. Później nie udało im się już przekroczyć fazy ćwierćfinałów Grupy Światowej.
Słowaczka trzykrotnie reprezentowała Słowację w rozgrywkach o Puchar Hopmana. W 2003 i 2005 została mistrzynią tego turnieju, w 2004 musiała zadowolić się finałem. Obydwa zwycięstwa wywalczyła u boku Dominika Hrbatego, a w finałach pokonywali najpierw Włochów: Davide Sanguinettiego i Silvię Farinę Elię, a potem Argentyńczyków: Guillermo Corię i Giselę Dulko. W 2004 razem z Karolem Kučerą dostali się do finału po rezygnacji reprezentacji australijskiej i przegrali z Jamesem Blake’em oraz Lindsay Davenport. W 2009 Słowacy ponownie sięgnęli po Puchar Hopmana, Hrbaty wywalczył go u boku Dominiki Cibulkovej, która rywalizowała z Hantuchovą o pozycję najlepszej tenisistki w swoim kraju.
Daniela dwukrotnie występowała w letnich igrzyskach olimpijskich jako członkini reprezentacji Słowacji. Zarówno w Atenach, jak i w Pekinie, odpadła w drugiej rundzie, przegrywając najpierw z Patty Schnyder, a potem z Caroline Wozniacki. W grze podwójnej dwukrotnie występowała u boku Janette Husarovej, ale panie nigdy nie wygrały meczu w ramach turnieju olimpijskiego.
Za sezon 2001 otrzymała od WTA nagrodę Debiut Roku, a w 2002 za Największy Postęp. W 2003 była nominowana do Laureus Sport Awards w kategorii Debiut Roku.

## Kariera medialna
Daniela Hantuchová uznawana jest za jedną z najpiękniejszych tenisistek w WTA Tour. W 2006 razem z Aną Ivanović prowadziły pierwszy program telewizyjny zrealizowany przez WTA, zatytułowany Never miss a shot. W styczniu 2005 znalazła się na okładce włoskiego wydania magazynu Vogue. Jest bohaterką wielu tenisowych gier komputerowych. W lutym 2009 z Tatianą Golovin i Mariją Kirilenko wystąpiły w sesji zdjęciowej w kostiumach kąpielowych dla jednego z magazynów sportowych.

## Życie prywatne
Ojciec Danieli, Igor jest informatykiem, a matka Marianna, toksykologiem. Jej rodzice rozstali się w 2003 roku, co było jedną z przyczyn słabszej formy tenisistki. Pojawiły się również podejrzenia o to, że zawodniczka choruje na anoreksję, ona jednak temu zaprzeczyła. Hantuchová ma starszego brata Igora, który pracuje jako architekt w Bratysławie. Tenisistka dostała się do jednej z najlepszych uczelni wyższych na Słowacji, ale zrezygnowała z niej ze względu na karierę tenisową. Mówi po słowacku, angielsku i niemiecku, uczy się hiszpańskiego. Od szóstego roku życia przez osiem lat trenowała grę na fortepianie. Interesuje się wieloma sportami, między innymi pływaniem. Lubi gotować, jej ulubione jedzenie to sushi, owoce morza oraz czekolada. Ulubieni aktorzy Hantuchovej to Brad Pitt i George Clooney. W gronie jej ulubionych projektantów są Armani, Cavalli, Dior i Missoni. Najlepiej czuje się w Rzymie i Kapsztadzie. Wzorami sportowców są dla niej Roger Federer, Pete Sampras, Michael Jordan i Michael Schumacher.

## Historia występów wielkoszlemowych
Legenda
     W, wygrany turniej
     F, przegrana w finale
     SF, przegrana w półfinale
     QF, przegrana w ćwierćfinale
     xR, przegrana w x rundzie
     Qx, przegrana w x rundzie kwalifikacji
     A, brak startu

### Występy w grze pojedynczej
| Australian Open        | Q2  | 1R | 3R | QF | 2R | 3R | 4R | 4R | SF | 3R | 3R | 1R | 3R | 1R | 3R | 2R | 1R  | Q1 | 0 / 16 | 29 – 16 |  |  |  |  |  |  |
| French Open            | A   | 2R | 4R | 2R | 1R | 3R | 4R | 3R | A  | 1R | 4R | 4R | A  | 1R | 3R | 1R | 1R  | A  | 0 / 14 | 20 – 14 |  |  |  |  |  |  |
| Wimbledon              | Q2  | 2R | QF | 2R | 3R | 3R | 4R | 4R | 2R | 4R | 2R | 3R | 1R | 1R | 1R | 2R | 1R  | A  | 0 / 16 | 24 – 16 |  |  |  |  |  |  |
| US Open                | Q2  | 1R | QF | 3R | 3R | 3R | 2R | 1R | 1R | 4R | 3R | 1R | 1R | QF | 2R | 1R | A   | A  | 0 / 15 | 21 – 15 |  |  |  |  |  |  |
|                        |     |    |    |    |    |    |    |    |    |    |    |    |    |    |    |    |     |    |        |         |  |  |  |  |  |  |
| Ranking na koniec roku | 108 | 37 | 8  | 19 | 31 | 19 | 18 | 9  | 21 | 25 | 30 | 24 | 32 | 33 | 64 | 81 | 227 | –  | 0 / 61 | 94 – 61 |  |  |  |  |  |  |

### Występy w grze podwójnej
| Australian Open        | A | 1R | F  | QF | 1R | QF | 3R | QF | 3R | F  | A  | A  | 3R | 1R | 3R | 2R | A   | A | 0 / 13 | 28 – 13 |  |  |  |  |  |  |  |
| French Open            | A | 3R | 1R | SF | 2R | 2R | F  | A  | A  | 3R | 2R | 1R | A  | 1R | 1R | 3R | A   | A | 0 / 12 | 18 – 12 |  |  |  |  |  |  |  |
| Wimbledon              | A | 3R | 2R | 2R | 2R | QF | 1R | 1R | A  | 2R | 3R | 3R | 2R | 2R | 2R | 2R | 1R  | A | 0 / 15 | 17 – 15 |  |  |  |  |  |  |  |
| US Open                | A | 1R | 1R | 3R | 1R | 3R | 2R | 3R | 3R | 3R | 2R | SF | 1R | 1R | 1R | A  | A   | A | 0 / 14 | 16 – 14 |  |  |  |  |  |  |  |
|                        |   |    |    |    |    |    |    |    |    |    |    |    |    |    |    |    |     |   |        |         |  |  |  |  |  |  |  |
| Ranking na koniec roku | – | 56 | 8  | 28 | 62 | 13 | 13 | 44 | 54 | 13 | 93 | 18 | 66 | 49 | 87 | 82 | 535 | – | 0 / 54 | 79 – 54 |  |  |  |  |  |  |  |

### Występy w grze mieszanej
| Australian Open | A | A | W  | SF | 2R | 1R | A | 1R | A | A | 2R | A  | A  | 2R | QF | A | A | A | 1 / 8  | 13 – 6  |  |  |  |  |  |  |  |
| French Open     | A | A | QF | 1R | SF | W  | A | A  | A | A | A  | A  | A  | 2R | A  | A | A | A | 1 / 5  | 11 – 4  |  |  |  |  |  |  |  |
| Wimbledon       | A | W | F  | 3R | 2R | A  | A | A  | A | A | A  | A  | 1R | 1R | A  | A | A | A | 1 / 6  | 13 – 5  |  |  |  |  |  |  |  |
| US Open         | A | A | 2R | 1R | 1R | W  | A | A  | A | A | 1R | 2R | 1R | A  | A  | A | A | A | 1 / 7  | 8 – 5   |  |  |  |  |  |  |  |
|                 |   |   |    |    |    |    |   |    |   |   |    |    |    |    |    |   |   |   |        |         |  |  |  |  |  |  |  |
|                 |   |   |    |    |    |    |   |    |   |   |    |    |    |    |    |   |   |   | 4 / 26 | 45 – 20 |  |  |  |  |  |  |  |

### Występy w grze podwójnej w turniejach legend
| Turniej         | 2018 | 2019 | 2020 | 2021 | 2022 | 2023 | Tytuły |
| --------------- | ---- | ---- | ---- | ---- | ---- | ---- | ------ |
| Australian Open | 2m   | F    | W    | NH   | A    | W    | 2 / 4  |
| French Open     | A    | RR   | NH   | NH   | RR   |      | 0 / 2  |
| Wimbledon       | RR   | F    | NH   | NH   | F    |      | 0 / 3  |
| US Open         | NH   | NH   | NH   | NH   | NH   |      | 0 / 0  |

## Finały turniejów WTA
| Legenda                     | Legenda |
| --------------------------- | ------- |
| Wielki Szlem                |         |
| Igrzyska olimpijskie        |         |
| WTA Tour Championships      |         |
| 1988 – 2008                 |         |
| Kategoria I                 |         |
| Kategoria II                |         |
| Kategoria III               |         |
| Kategoria IV                |         |
| Kategoria V                 |         |
| 2009 – 2020                 |         |
| WTA Premier Mandatory       |         |
| WTA Premier 5               |         |
| WTA Premier                 |         |
| WTA International Series    |         |
| WTA 125K series (2012–2020) |         |

### Gra pojedyncza 16 (7-9)
| Końcowy wynik | Nr | Data                 | Turniej      | Nawierzchnia  | Przeciwniczka            | Wynik finału     |
| ------------- | -- | -------------------- | ------------ | ------------- | ------------------------ | ---------------- |
| Zwyciężczyni  | 1. | 16 marca 2002        | Indian Wells | Twarda        | Martina Hingis           | 6:3, 6:4         |
| Finalistka    | 1. | 13 października 2002 | Filderstadt  | Twarda (hala) | Kim Clijsters            | 6:4, 3:6, 4:6    |
| Finalistka    | 2. | 19 czerwca 2004      | Eastbourne   | Trawiasta     | Swietłana Kuzniecowa     | 6:2, 6:7(2), 4:6 |
| Finalistka    | 3. | 14 sierpnia 2005     | Los Angeles  | Twarda        | Kim Clijsters            | 4:6, 1:6         |
| Finalistka    | 4. | 22 października 2006 | Zurych       | Twarda (hala) | Marija Szarapowa         | 1:6, 6:4, 3:6    |
| Zwyciężczyni  | 2. | 17 marca 2007        | Indian Wells | Twarda        | Swietłana Kuzniecowa     | 6:3, 6:4         |
| Finalistka    | 5. | 16 września 2007     | Bali         | Twarda        | Lindsay Davenport        | 4:6, 6:3, 2:6    |
| Finalistka    | 6. | 30 września 2007     | Luksemburg   | Twarda (hala) | Ana Ivanović             | 6:3, 4:6, 4:6    |
| Zwyciężczyni  | 3. | 28 października 2007 | Linz         | Twarda (hala) | Patty Schnyder           | 6:4, 6:2         |
| Finalistka    | 7. | 7 marca 2010         | Monterrey    | Twarda        | Anastasija Pawluczenkowa | 6:1, 1:6, 0:6    |
| Zwyciężczyni  | 4. | 13 lutego 2011       | Pattaya      | Twarda        | Sara Errani              | 6:0, 6:2         |
| Finalistka    | 8. | 12 czerwca 2011      | Birmingham   | Trawiasta     | Sabine Lisicki           | 3:6, 2:6         |
| Finalistka    | 9. | 7 stycznia 2012      | Brisbane     | Twarda        | Kaia Kanepi              | 2:6, 1:6         |
| Zwyciężczyni  | 5. | 12 lutego 2012       | Pattaya      | Twarda        | Marija Kirilenko         | 6:7(4), 6:3, 6:3 |
| Zwyciężczyni  | 6. | 16 czerwca 2013      | Birmingham   | Trawiasta     | Donna Vekić              | 7:6(5), 6:4      |
| Zwyciężczyni  | 7. | 15 lutego 2015       | Pattaya      | Twarda        | Ajla Tomljanović         | 3:6, 6:3, 6:4    |

### Gra mieszana 5 (4-1)
| Końcowy wynik | Nr | Data | Turniej         | Nawierzchnia | Partner         | Przeciwnicy                       | Wynik finału  |
| ------------- | -- | ---- | --------------- | ------------ | --------------- | --------------------------------- | ------------- |
| Zwyciężczyni  | 1. | 2001 | Wimbledon       | Trawiasta    | Leoš Friedl     | Liezel Huber Mike Bryan           | 4:6, 6:3, 6:2 |
| Zwyciężczyni  | 2. | 2002 | Australian Open | Twarda       | Kevin Ullyett   | Paola Suárez Gastón Etlis         | 6:3, 6:2      |
| Finalistka    | 1. | 2002 | Wimbledon       | Trawiasta    | Kevin Ullyett   | Jelena Lichowcewa Mahesh Bhupathi | 2:6, 6:1, 1:6 |
| Zwyciężczyni  | 3. | 2005 | French Open     | Ceglana      | Fabrice Santoro | Martina Navrátilová Leander Paes  | 3:6, 6:3, 6:2 |
| Zwyciężczyni  | 4. | 2005 | US Open         | Twarda       | Mahesh Bhupathi | Katarina Srebotnik Nenad Zimonjić | 6:4, 6:2      |

## Występy w Turnieju Mistrzyń

### W grze pojedynczej
| Rok  | Rezultat     | Przeciwniczka                                      | Wynik                      |
| 2002 | I runda      | Magdalena Maleewa                                  | 2:6, 5:7                   |
| 2007 | Faza grupowa | Marija Szarapowa Ana Ivanović Swietłana Kuzniecowa | 4:6, 5:7 2:6, 6:7 7:6, 6:0 |

## Występy w Turnieju WTA Tournament of Champions

### W grze pojedynczej
| Rok  | Rezultat     | Przeciwniczka                                 | Wynik                                   |
| 2010 | 4. miejsce   | Kimiko Date-Krumm                             | 5:7, 5:7                                |
| 2011 | Ćwierćfinał  | Sabine Lisicki                                | 5:7, 2:6                                |
| 2012 | Faza grupowa | Caroline Wozniacki Roberta Vinci Hsieh Su-wei | 6:3, 6:7(4), 4:6 1:6, 2:6 1:6, 6:0, 4:6 |

## Nagrody
- W 2007 roku otrzymała Krištáľové krídlo[2]